# سیلوی لیستاگ
سیلوی لیستاگ (انگلیسی: Sylvi Listhaug؛ زادهٔ ۲۵ دسامبر ۱۹۷۷) سیاست‌مدار اهل نروژ است. وی از سال ۲۰۲۱ میلادی رهبر و نیز رهبر پارلمانی حزب فرمسکریت پارتی است.

## پیشینه
سیلوی لیستاگ، پیش از آن که در سال ۲۰۱۳ میلادی در کابینه دولت ارنا سولبرگ به مقام وزارت منصوب شود، نخست عضو شورای شهر اسلو و سپس مشاور روابط عمومی شهرداری اسلو بود. در تاریخ ۲۰ مارس ۲۰۱۸، به دنبال یک درخواست استیضاح، اما قبل آن که صلاحیت وی توسط مجلس ملی نروژ بررسی شود، از پست وزارت استعفا داد. با این حال وی در بهار سال ۲۰۱۹ بار دیگر به دولت ملحق شد و تا زمان خروج فرمسکریت پارتی از دولت ائتلافی ارنا سولبرگ، در ژانویه ۲۰۲۰ عضو کابینه دولت بود.

سیلوی لیستاگ، از سال ۲۰۱۷ میلادی به عنوان نماینده حزب فرمسکریت پارتی و منتخب مردم موره او رومسدال، عضو مجلس ملی نروژ بوده‌است. 

وی در پاییز سال ۲۰۱۸ میلادی، بعد از استعفای پر سندبرگ، موقتاً به عنوان نایب رئیس اصلی فرمسکریت پارتی منصوب شد. در سال ۲۰۱۹ میلادی به دنبال یک نشست حزبی سیلوی لیستاگ، به همین سمت انتخاب و مقام وی ابقاء شد.

سیو جنسن، قبل از کناره‌گیری از رهبری حزب و سیاست در سال ۲۰۲۱ میلادی تقریباً سیلوی لیستاگ را به جای خود منصوب کرد. انتصابی که همان سال در نشست سراسری حزبی تأیید شد و سیلوی لیستاگ از ۸ مه سال ۲۰۲۱ رهبر منتخب حزب فرمسکریت پارتی بوده‌است و بعداز کناره‌گیری سیو جنسن، رهبری پارلمانی فرمسکریت پارتی به وی سپرده شده‌است.

در انتخابات سال ۲۰۲۱ آرای اخذ شده توسط فرمسکریت پارتی ۳٫۵ در صد کاهش نشان داد و این کاهش از جمله عوامل شکست جناح راست در انتخابات بود. با این حال سیلوی لیستاگ، اعتبار زیادی را به خاطر این که این کاهش بیشتر نبود، کسب کرد.